# 東瀛
東瀛（とうえい）とは、古代中国において、仙人の住むという東方の三神山(蓬萊・方丈)の一つを意味し、転じて日本を指す雅称。現在でも漢民族は日本のことを東瀛とも言う。
または中国大陸から見て東方の大海(東海)。